# 鄧崴
鄧崴（1991年7月24日—）臺灣新聞主播，曾任三立iNEWS《1700財經NOW新聞》主播、中華民國110年國慶主持人、三立新聞台《行動代號2027》主持人，111年中華民國國慶大典主持人，現任三立新聞台主播、《國際特快車》主持人。

## 學歷
- 中國文化大學新聞學系。
- 臺北市立大學休閒運動管理研究所碩士班碩士。

## 經歷
- 超級偶像第九屆參賽者。
- JNN華岡電視台記者、主播（2011年9月～2012年8月）。
- 壹週刊特約記者（2012年8月1日～2013年5月10日）。
- 華視新聞資訊台記者（2013年5月～2013年8月）。
- 民視新聞台記者（2015年5月～2016年2月）。
- 壹電視新聞台編譯（2016年2月～2017年6月）。
- 三立iNEWS(在線國際聊）國際中心網路節目主持人（2021年3月25日-2021年9月30日）
- 三立iNEWS《1700財經NOW新聞》主播（2018年12月24日-2022年1月3日）
- 三立iNEWS主播、體育主播、主持人（2017年7月～2022年1月3日）。
- 三立新聞台《行動代號2027》主持人
- 三立新聞台記者、編譯、國際中心副組長、主播、體育主播、主持人（2017年7月～至今）。
- 三立新聞台《1600國際特快車》、主播、主持人（2025年3月3日～至今）。

## 曾主持活動或典禮
- 2024年，台灣英雄大遊行-主持人
- 2024年，奧運台灣英雄大遊行-主持人
- 2023年，總統府國慶大典-三立轉播主播。
- 2022年，總統府國慶大典-三立轉播主播。
- 2022年《守衛國土 你我同行》中華民國總統府國慶大典－主持人。
- 「寶島有光‧土地之愛」111年總統府建築光雕展演-主持人
- 2022年，台日水果夏季-主持人
- 2022年，愛一直都在，愛在大稻埕-主持人
- 2022年，漢光演習-三立連線轉播主播
- 2022年，環太平洋軍演(檀香山)-三立連線轉播主播
- 2021年，中華民國總統府國慶大典-主持人
- 2021年，新竹中華民國國慶晚會-主持人

## 外部連結
- 鄧崴的Facebook專頁
- 鄧崴的Instagram帳戶